# تابيوا غوازا
تابيوا سيلفيا غوازا (بالإنجليزية: Tapiwa Sylvia Gwaza)‏ هي مُمثلة مالاوية اشتهرت بأدائها دور مُحامية في الفيلم الملاوي «مواسم حياة».

## مسارها
تابيوا غوازا هي عُضو سابق في طاقم الطائرة في شركة طيران ملاوي المحدودة. عملت كمُضيفة جوية لمُدة 13 عامًا قبل أن تبدأ حياتها المهنية في التمثيل. بعد استقالتها من وظيفتها في الخطوط الجوية المالاوية، قررت دخول عالم التمثيل وحصلت على دور في فيلم «مواسم حياة» سنة 2010.

## الجوائز
حصلت المُمثلة سنة 2010 على جائزة أفضل مُمثلة في دور مُساعد في إطار حفل توزيع جوائز أكاديمية الأفلام الأفريقية في دورته السادسة الذي أُقيم في نيجيريا.